# Ed Gale
Edward Gale (* 23. August 1963 in Plainwell, Michigan; † 27. Mai 2025 in Los Angeles) war ein US-amerikanischer Schauspieler und Stuntman, der zwischen 1986 und 2022 in über 130 Filmen, Fernsehserien und Werbespots auftrat. Er war vor allem der physische Darsteller von Howard in Howard – Ein tierischer Held (1986) und Chucky in Chucky – Die Mörderpuppe (1988), Chucky 2 – Die Mörderpuppe ist wieder da (1990) sowie Chucky und seine Braut (1998).

## Frühes Leben
Gale wurde mit Kleinwuchs geboren. Er wurde in Plainwell, Michigan, geboren und machte seinen Abschluss an der Plainwell High School.

## Karriere
Sein Debüt gab er in der Titelrolle des Howard in dem Film Howard – Ein tierischer Held von 1986. Während Chip Zien Howards Stimme lieferte, war Gale der Schauspieler im Anzug während des gesamten Films. 1988 spielte er Chucky in dem Horrorfilm Chucky – Die Mörderpuppe. Danach spielte er in zwei weiteren Filmen der Reihe mit. Er spielte den Dinosaurier Tasha in der kurzlebigen Fernsehserie Land of the Lost (1991). Im Jahr 2002 hatte er eine Nebenrolle als Onkel Bobby Barry von Matthew McConaughey und Gary Oldman in Tiptoes, einem Film, der sich um eine Familie von Menschen mit Kleinwuchs dreht. Gale hatte außerdem eine kleine Rolle in der beliebten amerikanischen Fernsehsitcom My Name Is Earl. Die Folge mit dem Titel Little Bad Voodoo Brother wurde 2006 ausgestrahlt und zeigte Gale in der Rolle eines Karnevalisten namens „Little Eddie“.

## Kontroverse
Im April 2023 wurde Gale von einer Gruppe von Online-Jägern beschuldigt, versucht zu haben, Sex mit mehreren Minderjährigen zu haben, von denen er angeblich glaubte, dass einer vierzehn Jahre alt sei. Bei einem Hausbesuch am 19. April beschlagnahmte das Los Angeles Police Department (LAPD) seine Smartphones, doch wurde er weder angeklagt noch verhaftet. Bald stellte sich heraus, dass Gale der Gruppe gegenüber zugegeben hatte, dass er zu diesem Zeitpunkt kürzlich mit einem minderjährigen 14-jährigen Jungen Sexting betrieben und versucht hatte, ihn „abzuschleppen“, und dass er in der Vergangenheit auch sexuelle Gespräche mit mindestens 10 anderen Personen geführt hatte, von denen er annahm, dass sie minderjährig waren. Bis zu seinem Tod ermittelten das LAPD und der Bezirksstaatsanwalt von Los Angeles gegen ihn. Nach Gales Tod teilte ein Sprecher der Bezirksstaatsanwaltschaft von Los Angeles County People mit, dass ein Fall im September 2023 an die Staatsanwaltschaft von Los Angeles weitergeleitet worden sei, allerdings nur für eine mögliche Ordnungswidrigkeit.

## Tod
Gale starb am 27. Mai 2025 in einem Hospiz in Los Angeles. Er wurde 61 Jahre alt.

## Filmografie (Auswahl)
- 1986: Howard – Ein tierischer Held
- 1987: Mel Brooks’ Spaceballs
- 1988: Das Böse II (als Stuntman)
- 1988: Chucky – Die Mörderpuppe (als Stuntdouble)
- 1988: Erben des Fluchs (Fernsehserie, 1 Folge)
- 1989: Zombie Town
- 1990: Chucky 2 – Die Mörderpuppe ist wieder da (als Stuntman)
- 1991: Bill & Ted’s verrückte Reise in die Zukunft
- 1991–1992: Im Land der Saurer II (Fernsehserie, 26 Folgen)
- 1994: Baywatch – Die Rettungsschwimmer von Malibu (Fernsehserie, 1 Folge)
- 1994: Freddy’s New Nightmare (als Stuntman)
- 1995: Leprechaun 3 – Tödliches Spiel in Las Vegas (als Stuntman)
- 1995: Tad Lincoln, der Sohn des Präsidenten (Fernsehfilm)
- 1996: Munsters fröhliche Weihnachten (Fernsehfilm)
- 1998: Chucky und seine Braut (als Stuntdouble)
- 1998: Hinterm Mond gleich links (Fernsehserie, 1 Folge)
- 1999: Sabrina – Total Verhext! (Fernsehsitcom, 1 Folge)
- 2000: O Brother, Where Art Thou? – Eine Mississippi-Odyssee
- 2000: Der Flug der Rentiere (Fernsehfilm)
- 2001: Nenn’ mich einfach Nikolaus (Fernsehfilm)
- 2001: Just Shoot Me – Redaktion durchgeknipst (Fernsehserie, 1 Folge)
- 2002: Tiptoes
- 2004: Der Polarexpress (Computeranimationsfilm)
- 2006: My Name Is Earl (Fernsehserie, 1 Folge)
- 2009: Bones – Die Knochenjägerin (Krimiserie, 1 Folge)
- 2014: Deadly Attraction
- 2019: Direct to Video: Straight to Video Horror of the 90s (Dokumentarfilm)
- 2020: Pandemonic
- 2022: In Search of Tomorrow (Dokumentarfilm)